# Călcescu
Călcescu (rumunsky Lacul Călcescu) je jezero ledovcového původu v Rumunsku. Nachází se v pohoří Parâng, severně od hory Setea Mare, a leží v nadmořské výšce 1934 m. Jeho maximální hloubka je 10 m.

## Vodní režim
Z jezera odtéká jedna ze zdrojnic řeky Lotru, přítok řeky Olt, jež ústí do Dunaje. Těsně pod jezerem se nachází soustava vodopádů.

## Okolí
Okolí jezera je přísná přírodní rezervace, nicméně táboření je za určitých podmínek povoleno (jedno z vhodných tábořišť v pohoří Paring).